# توسم الطير

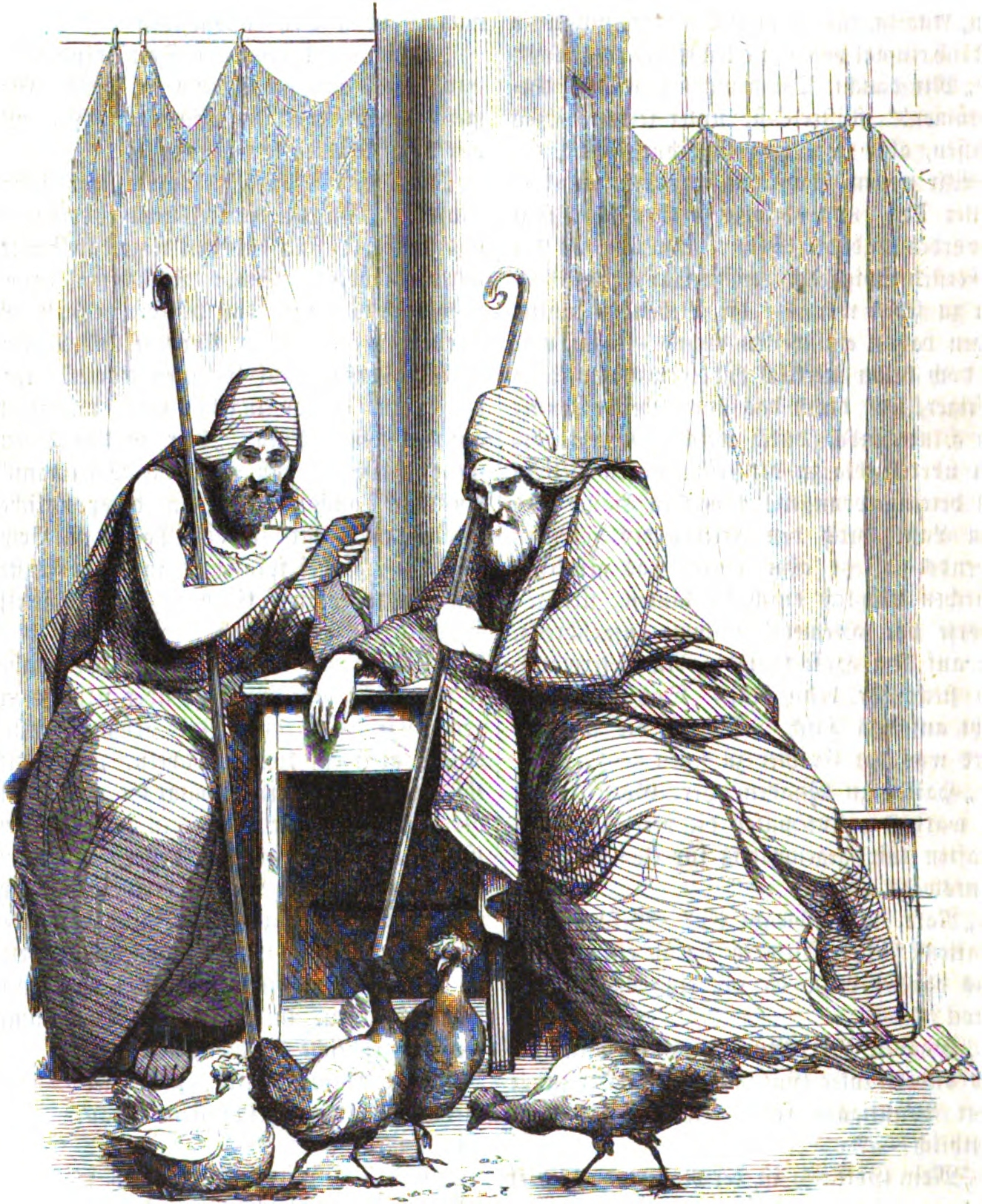
أُغورون رومٌ عند توسم الطيور صورة من مجلة Westermanns Monatsheften من عام 1863م.

توسم الطير أو الزَجْر (باللاتينية auspicium) من اللاتينية AVIS الطيور وspectare، تَوَسَّمَ، نظر، راقب ) كانت ممارسة دينية شائعة عند المؤسسات الدينية في الدولة الرومية، نيابة عن مسؤول سياسي، هو المجستور magistratus، من الموظفين اخصائيي العبادات المسؤولين عن تنفيذ، وهم الأُغورون Augur ، للحصول على موافقة الآلهة لجميع المشاريع الهامة. ربما تبنى الروم ممارسة مراقبة وتفسير طيرة الطيور من الإترورية.

## تفسير العلامات الإلهية
لا يشير تفسير حركة الطيور عمومًا إلى المستقبل، لذا فهو ليس عرافة غير محددة بهذا بمعنى، أي لا يُبين المستقبل الثابت لشخص أو مؤسسة (قارن: الاقدار)، فالتفسير لا يشمل سوى الموافقة الإلهية على إجراء مخطط أو رفضه. وفقًا للعادات الرومية، كان الحصول على توسم الطير واجبًا لجميع أعمال الدولة المهمة. المسؤول عن ذلك هو الماجستور المنفذ، الذي كان أيضًا قادرًا على تغيير تأويل الاوغورين. ومع ذلك، في حالة عدم الرضى عن التفسير وتغيره، يمكن الطعن في صحة إجراءات عملية التوسم، كما حدث في الصراعات السياسية والانتخابات في أواخر الجمهورية.

## تصنيف العلامات
تحقيقًا لهذه الغاية، تُفسر العلامات (auguria ، sing augurium ، «المُفردة التي تُظهر نفسها للأُغورين») من خلال إجراءات تفسير مثبتة خطيًا.والتي في حالة توسم الطير، كانت تنفذ عن طريق الشعائر المخططة، ولكن بخلاف ذلك يمكن أن تحدث تلقائيًا. هناك تقسيمات فرعية أخرى للعلامات إلى أنواع مختلفة، ولكن ليس جميعها محفوظة ومؤكدة في المصدر. كانت العلامات المعروفة (signa) التي يمكن قراءتها هي الطيور (وخاصة طريق طيرانها ونداءاتها) والبرق (الوقت والمكان والاتجاه).

## التطبيق
للحصول على توسم الطير، كان يُحدد مكان رباعي الزوايا (templum) ، وفقًا لتصنيفه طقسًا عباديًا، في المنطقة المجاورة مباشرة للحدث وفي نفس اليوم الذي سيجري فيه توسيم الطير فيه، عادةً ما يكون اجتماعًا شعبيًا (comitia) أو اجتماعًا لمجلس الشيوخ.
تحقيقا لهذه الغاية، يحدد العراف بعصاه الملفوفة (lituus) حدود المكان بالضبط. حيث يمكن أن يكون في غرفة أو في المجال المفتوح. كذلك يحدد الاوغور الاتجاه: كلا الاتجاهين الشرقي والجنوبي هناك وثائق تؤكدهما. توسمات الطير التي طالب بها الماجستور حصلت دائما في روما وكان لا بد إذا لزم الأمر من تجديدها هناك.
وثقت الشعائر نفسها بشكل ناقص فقط، وإن نقل فارو صيغة اقوال اوغور، لكن المصادر غير مؤكدة. بالنسبة لروما، ذُكر في المصادر القديمة اثنين من أماكن الرصد هذه، auguracula ، : أحدهما كان على الكابيتول، والآخر على كويرينال.

## أقوال
من واقع أن الأفعال الأدارية للماجستور كانت تُصنع دائمًا بالنظر للطير auspicato (بعد الحصول على نظر الطير)، وُلدت عبارة «تحت نظر فلان/unter jemandes Auspizien» باللغة الألمانية، أي تحت إشرافه أو مسؤوليته أو رعايته أو قيادته.

## أدب
- Georg Wissowa In: Pauly's Realencyclopadie der classischen Antientwissenschaften (RE). المجلد الثاني، 2، شتوتغارت 1896، Sp.   2580-2587.
- Werner Eisenhut: في: ليتل باولي (KlP). المجلد 1، شتوتغارت 1964، Sp.   734-736.
- Dominique Briquel في: نيو باولي (DNP). Volume 2، Metzler، Stuttgart 1997، ISBN 3-476-01472-X ، Sp.   279-281.
- فولفغانغ كونكيل: ممارسات الحكومة والدولة للجمهورية الرومية: القسم. The Magistratur (Handbook of Ancient Studies X 3، 2، 2)، Munich 1995، esp. ص 28-37 ردمك 3406338275
- فرانسوا جاك، جون شايد: روما والإمبراطورية في الفترة الإمبريالية العليا، Bd. 1 هيكل الإمبراطورية (ألماني بيتر ريدلبرغر)، شتوتغارت لايبزيغ 1998، ص 129-130 ISBN 9783111871172
- ألفريد Heuß : الأفكار والافتراضات لسلطة الحكومة الرومية في وقت مبكر (رسائل أكاديمية العلوم في Goettingen I. الطبقة اللغوية التاريخية 10)، Goettingen 1983، P 377-454، هنا S. 381-413
- كورت لاتيه: التاريخ الديني الرومي (كتيب الدراسات القديمة الخامس، 4)، 2. إد. ميونيخ 1967، الصفحات 194-212، إسبانيا. S. 201-202 ISBN 3406013740
- ثيودور مومسن: القانون الدستوري الرومي . المجلد 1. 2. طبعة. Hirzel، Leipzig 1876، pp. 73-114
- جورج ويسوا: دين وعبادة الروم . Beck، Munich 1902، pp. 450-461.